# Albizia procera
Albizia procera es una especie botánica de árbol leguminosa en la familia de las Fabaceae.

## Descripción
Es un árbol de hoja caduca, que alcanza un tamaño de 15 m de altura. Las ramitas ligeramente pubescentes o subglabras. Hoja con pecíolo con una glándula alargada de 1 cm por encima de la base; pinnas 3-5 pares, de 15-20 cm; peciólulos de 2 mm; foliolos 6-12 pares, ovadas a subrombicas, 3-4.5 × 1.2-2.2 cm, sub coríáceas, escasamente pubescentes, vena principal más cercana a la cara inferior, base oblicua, ápice obtuso o emarginado. Cabezas con 20-flores, dispuestas en panículas axilares o terminales. Flores uniformes, sésiles. Cáliz de 2-3 mm, glabro. Corola de color amarillo-blanco, de 6 mm, lanceoladas lóbulos, de 2,5 mm, ápice pubescente. Ovario glabro, subsésiles. Leguminosas, planas, 10-15 × 1.5-2.5 cm, glabras. Semillas 8-12, obovoid-elípticas; pleurograma obovadas, elípticas. Fl. De mayo a septiembre, fr. Sep-febrero del año siguiente.

## Distribución y hábitat
Se encuentra en los bosques ralos, en matorrales, a una altitud de 100-600 m, en Cantón, Guangxi, Hainan, Taiwán y Yunnan en China y en el sur y Sudeste de Asia.

## Taxonomía
Albizia procera fue descrita por (Roxb.) Benth. Y publicado en London Journal of Botany 3: 89. 1844.
Etimología
Albizia: nombre genérico dedicado a Filippo del Albizzi, naturalista italiano del siglo XVIII que fue el primero en introducirla en Europa en el año 1740 desde Constantinopla.
Procera: epíteto que significa "alto".
Sinonimia
- Acacia elata Voigt
- Acacia procera (Roxb.) Willd.
- Acacia procera var. elata (Roxb.) Baker
- Acacia procera var. roxburghiana E.Fourn.
- Albizia procera var. elata (Roxb.) Baker
- Albizia procera var. roxburghiana E.Fourn.
- Feuilleea procera (Roxb.) Kuntze
- Lignum murinum-majus Rumph.
- Mimosa coriaria Blanco
- Mimosa elata Roxb.
- Mimosa procera Roxb. basónimo[3]

## Galería

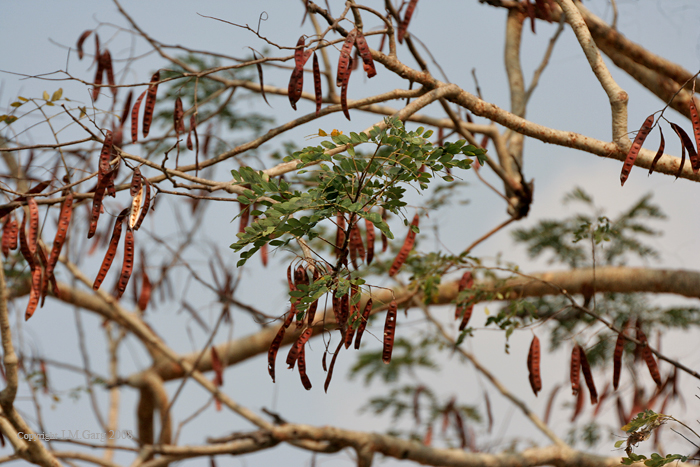
Follaje y frutos
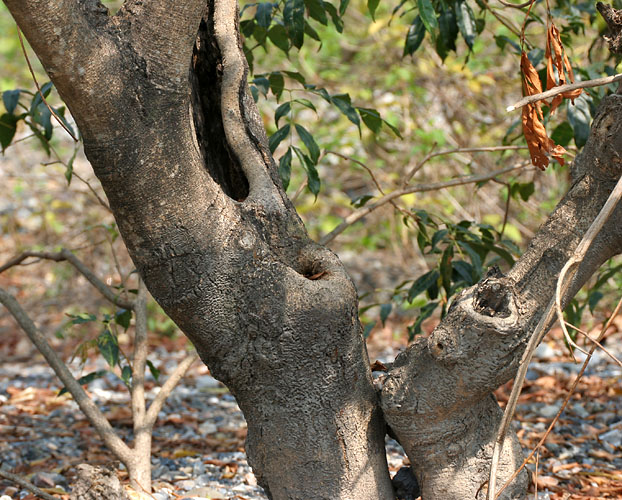
Tronco
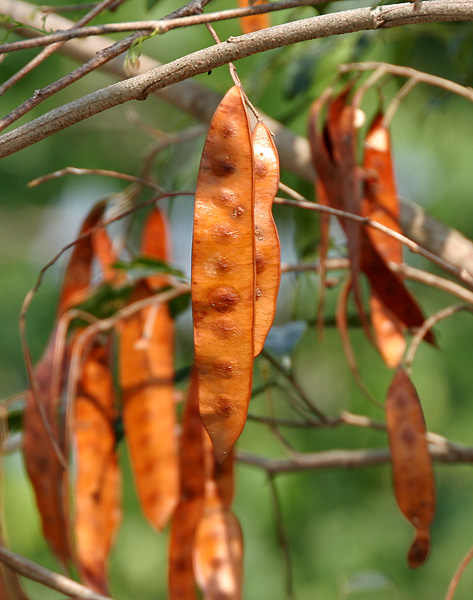
Legumbres
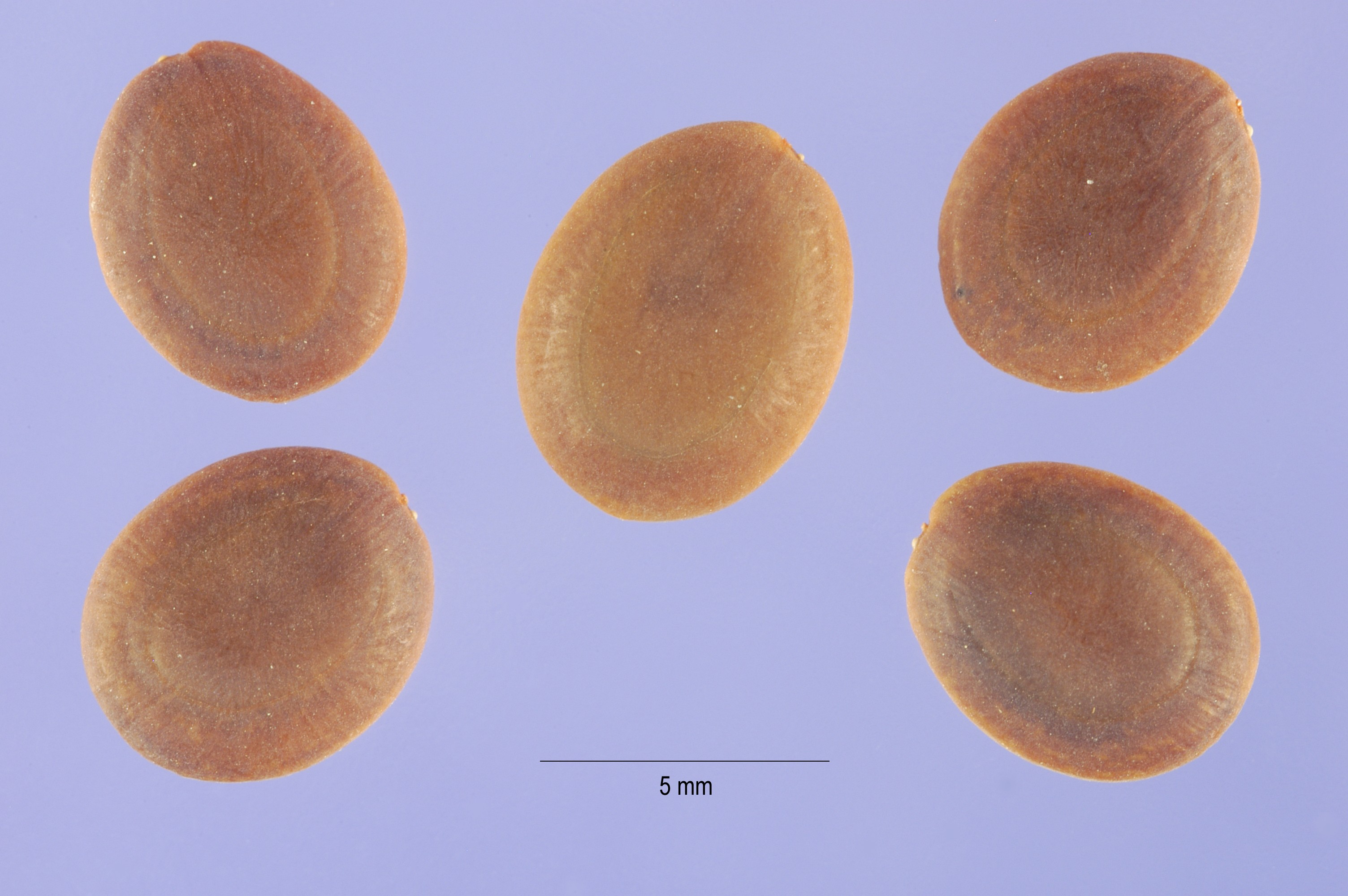
Semillas